# コンパートメント車

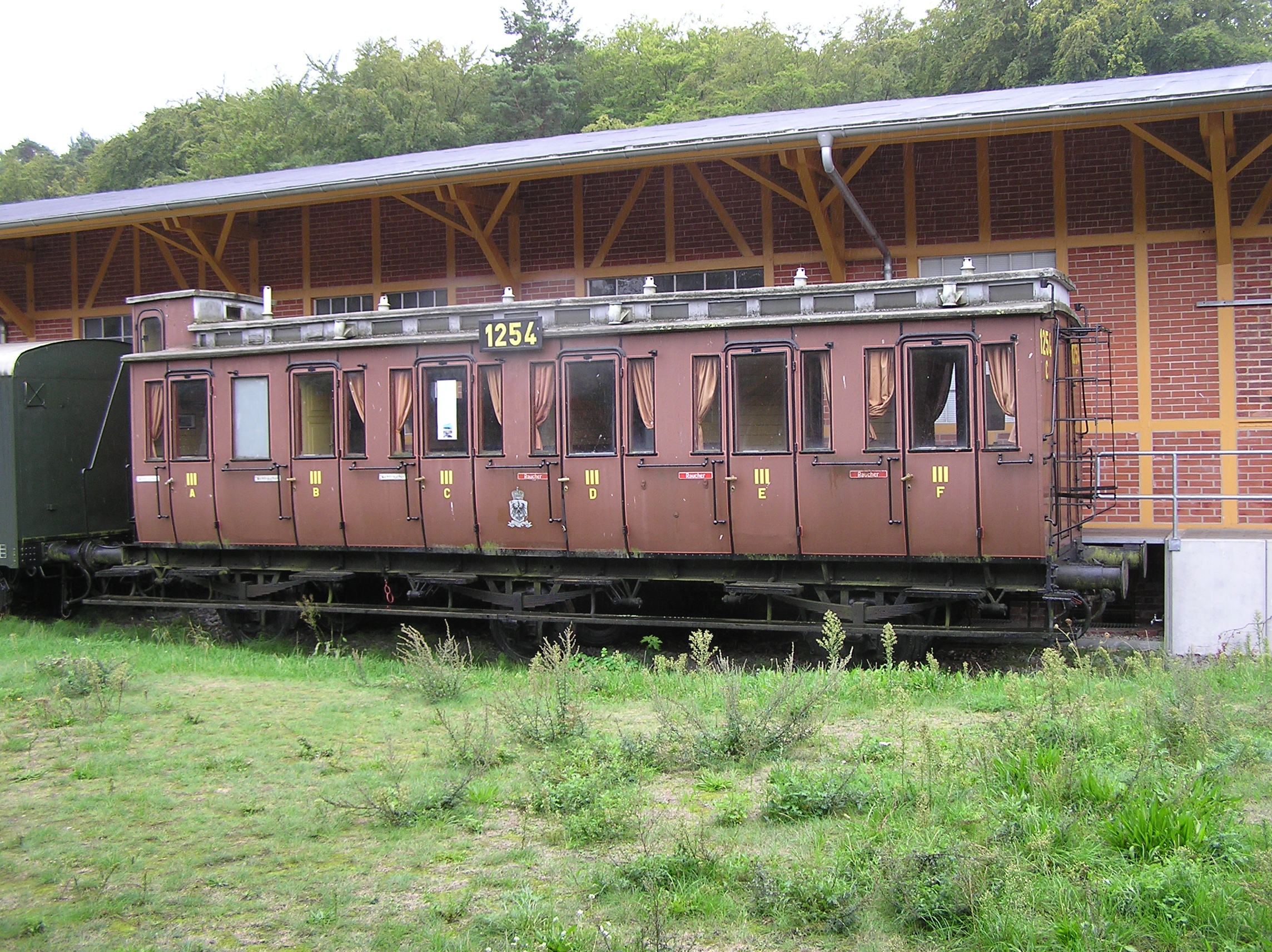
プロイセンの3等コンパートメント車 (compartment coach)

コンパートメント車（コンパートメントしゃ）は、内部にコンパートメント（区分室などとも呼ばれる）をもち、座席がそれぞれの室内に配置される鉄道車両の種類で、開放座席車と対立する概念である。日本の個室車両と異なり、部屋単位ではなく座席単位の販売であり、見知らぬ客と相席となることもある。
このうち英語で"compartment coach"と呼ばれるタイプは、車内がコンパートメントで区切られるとともに、各客室の脇にドアがあり、相互の行き来はできない（車両長手方向の通路が無い）ものである。馬車の車体をモデルにしたもので、鉄道の初期に多く用いられた。日本語では「総扉式」と呼ぶこともある。
一方、"corridor coach"と呼ばれるタイプは、車両の片側に長手の廊下（コリドー）があり、各客室のドアは廊下に面し、車室相互の行き来や他の車両との移動ができるものであり、ヨーロッパの鉄道の客車では開放座席車よりも長く好んで用いられた。日本語では「側廊下式」などともいう。なお、ドイツ語では両方のタイプを一括して"Abteilwagen"と呼ぶ。
このほか、ナロネ20形の1人用個室「ルーメット」などのように中央に通路をもち、両側にコンパートメントを設けるタイプの車両もある。

## イギリスでの起源
当初のコンパートメント車 (compartment coach) は、1車両にいくつかの区切られたコンパートメントがあり、各々のコンパートメントが別々に乗客の乗降用のドアをもつものであった。この形式のコンパートメント車は、郵便馬車の本体を鉄道用の台車に載せたようなものとして、イングランドの鉄道のごく初期の時代に開発された。この形式の車両はヨーロッパのほぼ全体で使われ、1930年代まで製造された。大陸では、この形式はしばしばイギリス式客車と呼ばれた。なお、発車してしまえば各コンパートメントが完全な密室となるため、初期の推理小説で殺人事件の舞台としても用いられている。

## 側廊下式客車

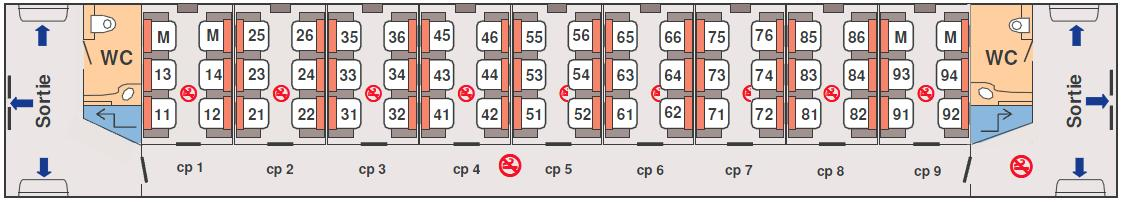
フランスの側廊下式客車 (SNCF A9u) の平面図

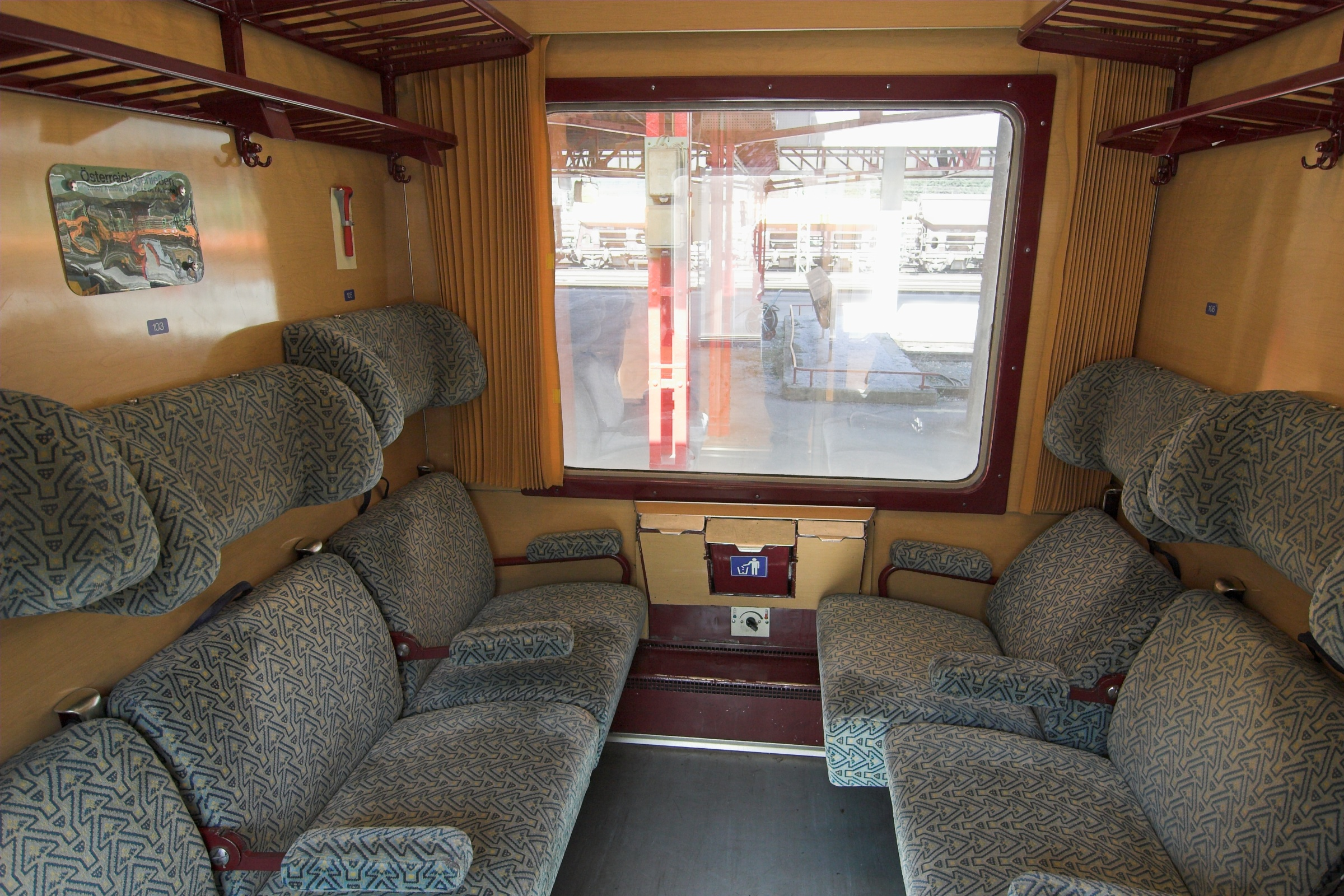
オーストリアのコンパートメント車の車内

側廊下式コンパートメント車（corridor coach）は、側面の長手方向に廊下を持ち、分割されたコンパートメントと、乗降口、覆いのある貫通路を持つ。1900年代初期にはアメリカ式客車と呼ばれていた。側廊下式の初の客車は、1892年にプロイセンで走りはじめた。
日本国内における寝台車やコンパートメント席を有する車両は大半がこの形式である。